# Mauerkammergrab von Bennungen

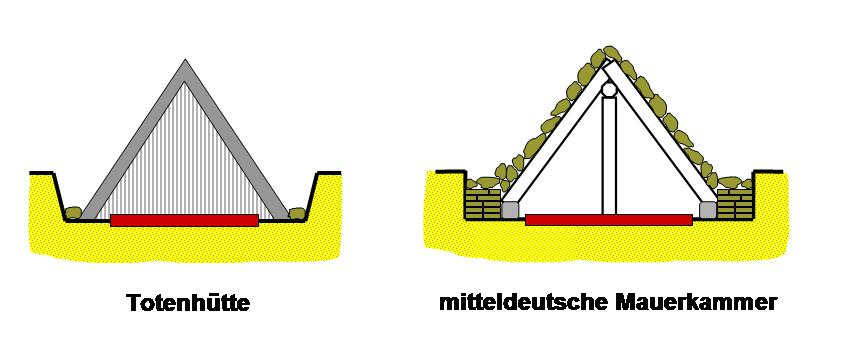
Totenhütte (Bohlenkammer) und Mauerkammergrab

Das eingesenkte Mauerkammergrab von Bennungen wurde im Jahr 1929 beim Kiesabbau einen Kilometer östlich von Bennungen – einem Ortsteil der Gemeinde Südharz im Landkreis Mansfeld-Südharz in Sachsen-Anhalt – auf dem Schanzenhügel entdeckt und von Paul Grimm, damals Prähistoriker am Landesmuseum für Vorgeschichte in Halle an der Saale, ausgegraben und dokumentiert.

## Beschreibung
Das teilgestörte, 0,5 m eingesenkte Mauerkammergrab weist eine Ost-West orientierte, etwa 3,5 m × 3,0 m große Kammer auf, die im Osten einen schmaleren, 1,2 m langen Vorbau (vermutlich der Zugang) besitzt. Die Wände bestehen, abgesehen von senkrecht gestellten Steinplatten im nordöstlichen Bereich, aus Trockenmauerwerk. Die Anlage weist kein Pflaster auf. Von der verstürzten Dachkonstruktion stammt eine Schicht kleiner Steine, die einst den Grabraum bedeckte.
Im untersuchbaren, nördlichen Bereich der Kammer lagen kreuz und quer verstreut die Reste von mindestens 20 Individuen. In der Nordostecke fanden sich sechs oder sieben Schädel. In der Mitte der Kammer lag ein Haufen mit Leichenbrand, auf und neben ein paar großen Scherben eines Gefäßes ohne Verzierung.
Die Beigaben bestanden aus zwei Feuersteinspänen, einigen Scherben und 25 durchbohrten Reißzähnen und einem Backenzahn von Caniden. Im Vorbau lagen die Scherben von sechs Gefäßen (u. a. Tassen und der wahrscheinliche Rest einer Tontrommel). Einige der Scherben weisen Tiefstichverzierung auf.
Anhand des Grabbaus, der Bestattungsweise und des Großteils des keramischen Inventars konnte die Anlage der Bernburger Kultur zugewiesen werden. Einige tiefstichverzierte Scherben weisen den Walternienburger Stil auf.